# Cima dell'Aouillé
La Cima dell'Aouillé (pron. fr. AFI: [auje] - in francese, Pointe de l'Aouillé - 3.445 m s.l.m.) è una montagna della Catena Grande Sassière-Tsanteleina nelle Alpi Graie. Si trova in Valle d'Aosta.

## Caratteristiche
La montagna è collocata sullo spartiacque tra la Valsavarenche e la Val di Rhêmes. Il colle dell'Aouillé (3.332,5 m, a sud) la divide dal Mont Taou Blanc, mentre verso nord il crinale prosegue verso l'Entrelor. Costituisce quindi la vetta centrale tra il Mont Taou Blanc e la Cima di Entrelor, ed è la più alta delle tre. La sua prominenza topografica è di 460 m e il punto di minimo è il Passo della Vacca, sul confine italo/francese.

## Toponimia
Il toponimo in patois valdostano si riferisce a una forma aguzza.

## Salita alla vetta
Si può salire sulla vetta partendo dal Colle del Nivolet. Il percorso è considerato di una difficoltà escursionistica di tipo EE. A volte viene accoppiato alla salita all'Entrelor.

## Protezione della natura
La Cima dell'Aouillé fa parte del Parco nazionale del Gran Paradiso.

## Punti di appoggio
- Rifugio città di Chivasso - 2.604 m
- Rifugio Albergo Savoia - 2.534 m